# Liopropoma swalesi
Liopropoma swalesi là một loài cá biển thuộc chi Liopropoma trong họ Cá mú. Loài này được mô tả lần đầu tiên vào năm 1930.

## Phân bố và môi trường sống
L. swalesi có phạm vi phân bố rải rác ở Tây Thái Bình Dương. Loài cá này được tìm thấy ở vùng biển xung quanh các nhóm đảo phía đông Indonesia; Trung Philippines; ngoài khơi Bắc Papua New Guinea và đảo New Britain; và xung quanh Vanuatu. L. swalesi sống đơn độc, thường bơi gần các rạn san hô trên các dốc ngầm gần bờ ở độ sâu khoảng từ 20 đến 35 m.

## Mô tả
Chiều dài cơ thể tối đa được ghi nhận ở L. swalesi là 5,6 cm. Cơ thể của chúng có các sọc ngang màu vàng cam; có đốm đen viền trắng trên vây lưng và vây hậu môn.
Số gai ở vây lưng: 8; Số tia vây mềm ở vây lưng: 11 - 12; Số gai ở vây hậu môn: 3; Số tia vây mềm ở vây hậu môn: 8.